# أكشن إيد

شعار منظمة أكشن ايد.

أكشن إيد (بالإنجليزية:ActionAid) هي منظمة دولية غير حكومية تأسست عام 1972 هدفها الأساسي العمل ضد الفقر والظلم في جميع أنحاء العالم .

## روابط خارجية
- الموقع الرسمي